# Iwan Wassiljewitsch Babuschkin

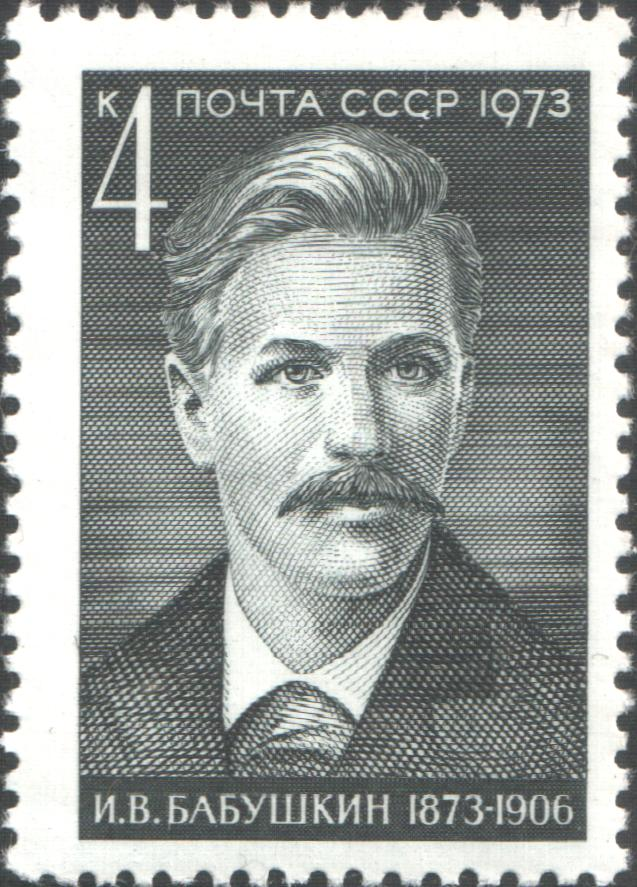
Briefmarkenausgabe zum 100. Geburtstag Babuschkins (UdSSR 1973)

Iwan Wassiljewitsch Babuschkin (russisch Иван Васильевич Бабушкин; * 3. Januarjul. / 15. Januar 1873greg. in Ledengskoje, Gouvernement Wologda; † 18. Januarjul. / 31. Januar 1906greg. in Myssowsk) war ein russischer Revolutionär und Politiker.

## Leben
Der Bauernsohn Babuschkin machte von 1887 bis 1891 eine Lehre zum Metallarbeiter. Ab Sommer 1891 arbeitete er in diesem Beruf in einer Fabrik in Sankt Petersburg. 1894 wurde er dort Mitglied eines marxistischen Zirkels, den Lenin leitete. Ab 1895 war er aktiv im „Petersburger Kampfbund zur Befreiung der Arbeiterklasse“ und agitierte unter Arbeitern der Petersburger Fabriken.
Im Januar 1896 wurde er aufgrund seiner revolutionären Tätigkeit angeklagt und im Februar 1897 nach Jekaterinoslaw verbannt. Dort rief er im Dezember 1897 ebenfalls eine Liga des Kampfes für die Emanzipation der Arbeiterklasse und im Oktober 1898 eine Sektion der SDAPR ins Leben. 1900 gründete er die illegale Zeitung Южный рабочий (Juschni rabotschi; dt. „Arbeiter des Südens“) und war Korrespondent der von Lenin redigierten Zeitung Искра (Iskra; dt. „Der Funke“). Von 1900 bis 1901 war er für die Partei in verschiedenen russischen Städten aktiv, darunter Moskau, Smolensk, Polazk, Orechowo-Sujewo und Iwanowo-Wosnessensk.
1902 floh er aus dem Jekaterinoslawer Gefängnis und ging nach London, kehrte jedoch im Oktober 1902 bereits nach Russland zurück und wurde Mitglied des Petersburger SDAPR-Komitees und bekämpfte dort die polizeigeführten Gewerkschaften des Oberst Sergei Wasiljewitsch Subatow. 1903 wurde er erneut verhaftet und für fünf Jahre ins sibirische Werchojansk verbannt.
Nachdem er 1905 aufgrund einer Amnestie freigekommen war, nahm er aktiv an der Revolution von 1905/07 teil. Er war Mitglied der Parteikomitees von Irkutsk und Tschita und schrieb Beiträge für die bolschewistische Zeitung Забайкальский рабочий (Sabaikalski Rabotschi; dt. „Der Transbaikalische Arbeiter“). Zusammen mit Viktor Konstantinowitsch Kurnatowski und Anton Antonowitsch Kostjuschko-Waljuschanitsch war er einer der Führer des bewaffneten Aufstandes in Tschita.
Im Januar 1906 wurde er mit fünf weiteren seiner Genossen, die Waffen aus China nach Irkutsk schmuggelten, am Bahnhof der Transbaikal-Eisenbahn in Sljudjanka von der Strafexpedition des Generals Möller-Sakomelski verhaftet. Am 31. Januar wurden sie ohne Urteil am Bahnhof in Myssowsk erschossen.

## Ehrungen
Die Stadt Myssowsk in Burjatien sowie sein Geburtsort Ledengskoje wurden zu seinen Ehren in Babuschkin umbenannt. In zahlreichen russischen Städten sind Straßen nach ihm benannt.
Zu Ehren seines 100. Geburtstages gab die sowjetische Post 1973 eine Sonderbriefmarke heraus.
1985 wurde erstmals ein TV-Mehrteiler über ihn ausgestrahlt.